# エア・イタリー (2005-2018年)
エア・イタリー（Air Italy）は、かつて存在したイタリアの航空会社。2018年にメリディアーナへ統合された。

## 歴史

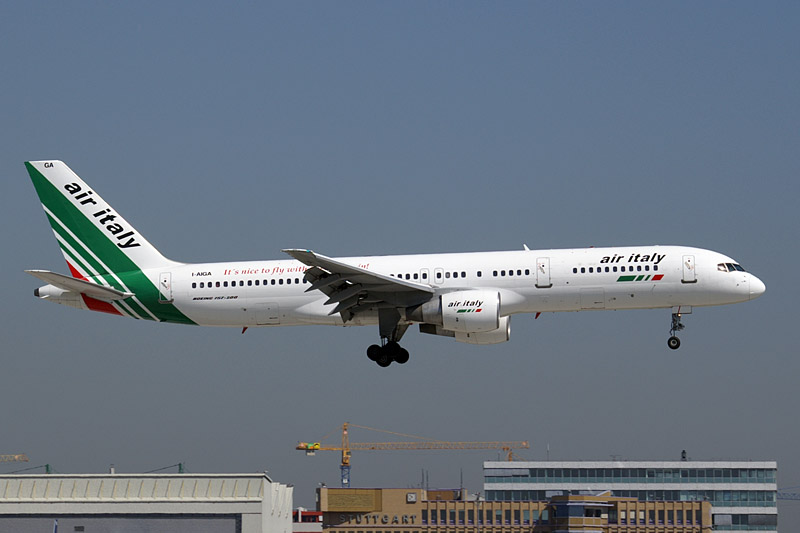
ボーイング757-200

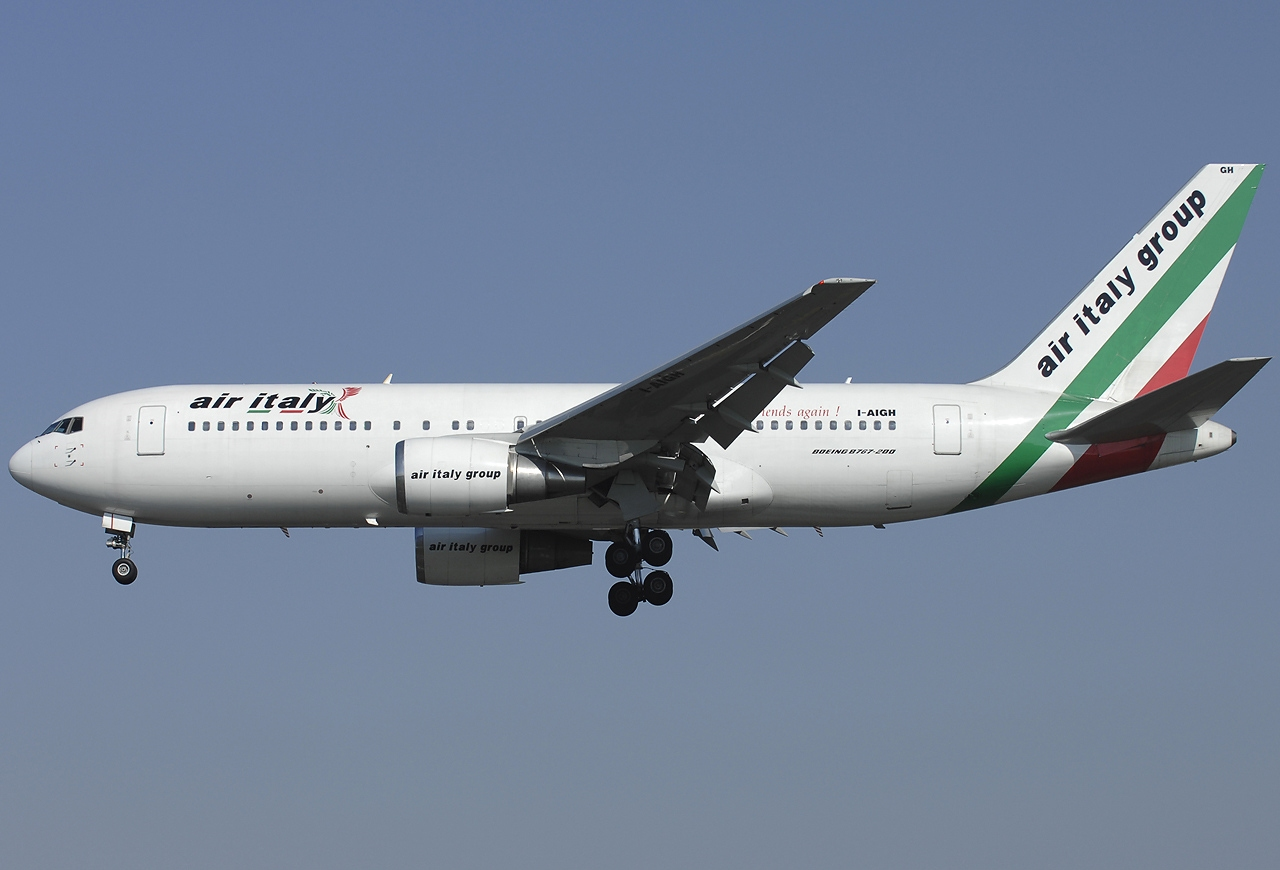
ボーイング767-200ER

エア・イタリーは2005年に設立され、トリノ - ブダペスト線に就航した。株式は当初BV Asset ManagementとGiuseppe Gentileがそれぞれ40%ずつ保有し、残りの20%をPathfinderが保有していたが投資会社が株式の40%を2億8000万ユーロで取得し、その投資によりエア・イタリーがボーイング767を3機増やしてアフリカやカリブ海地域へのリゾート路線の拡充を行った。また2007年にはポーランドに子会社（エア・イタリー・ポーランド）を設立してボーイング757により航空サービスを展開した（2012年に運航停止）。
2011年7月、メリディアーナ・フライ（後にメリディアーナ）へ買収された。2013年からはエア・イタリーの便は全てメリディアーナの便名で運航され、機体のデザインもメリディアーナに合わせられた。
2018年3月、メリディアーナを存続会社としてエア・イタリーは統合。エア・イタリーの名称はメリディアーナが法人名を変更して引き続き利用された。
2020年に2代目となるエア・イタリーが会社清算され、エア・イタリーは運行を停止した。

## 就航都市
2011年時点
- イタリア
  - ローマ
  - ミラノ
  - ヴェローナ
  - トリノ
  - ナポリ
  - バーリ
  - カターニア
  - ボローニャ（チャーター便）
- モーリシャス
  - ポートルイス
- マダガスカル
  - ノシ・ベ
- エジプト
  - カイロ（チャーター便）
  - ルクソール（チャーター便）
  - シャルム・エル・シェイク（チャーター便）
  - マルサ・アラム（チャーター便）
- ケニア
  - モンバサ（チャーター便）
- タンザニア
  - ザンジバル（チャーター便）
- カーボベルデ
  - イスラ・デル・サル（チャーター便）
- アラブ首長国連邦
  - ドバイ（チャーター便）
- モルディブ
  - マレ（チャーター便）
- グアドループ
  - ポアント・ア・ピトル（チャーター便）
- アルバ
  - アルバ（チャーター便）
- ブラジル
  - フォルタレザ
  - ナタール（チャーター便）

## 保有機材

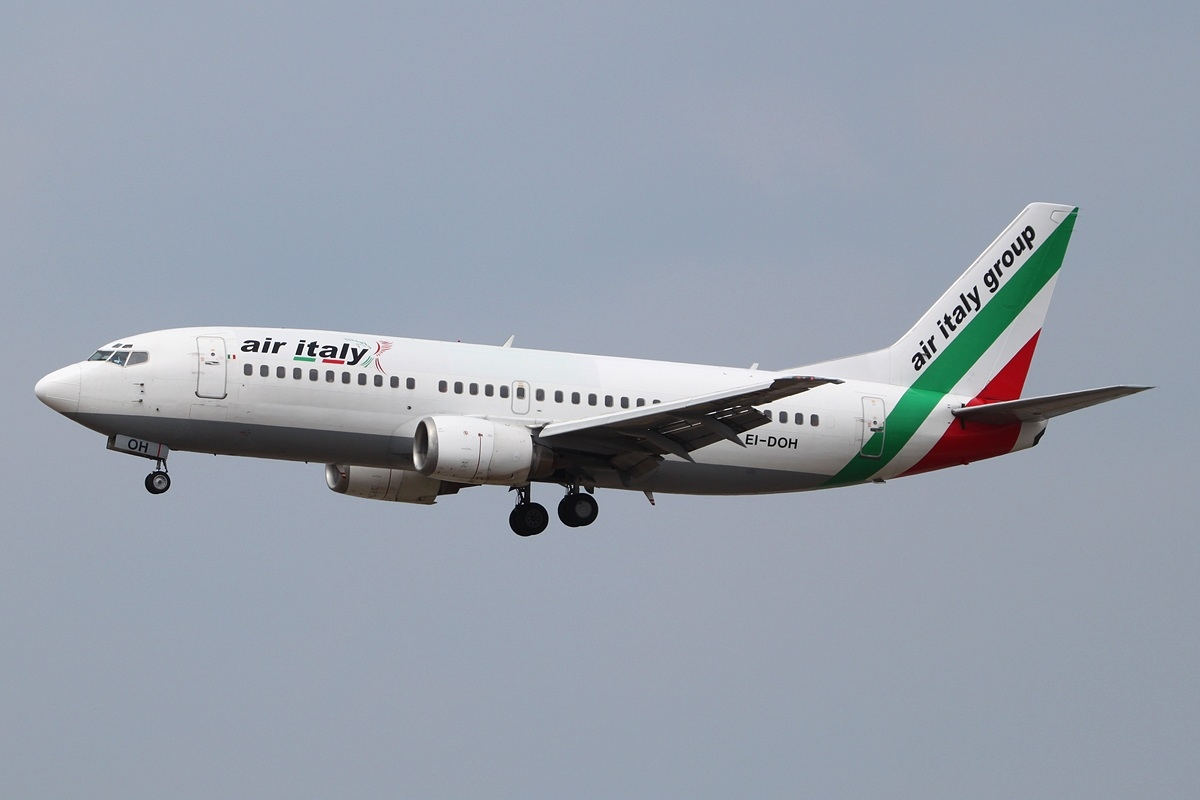
ボーイング737-300

- ボーイング737-300　2機
- ボーイング757-200　2機
- ボーイング767-200　2機
- ボーイング767-300ER　2機